# Hyperoche medusarum
Hyperoche medusarum is een vlokreeftensoort uit de familie van de Hyperiidae. De wetenschappelijke naam van de soort is voor het eerst geldig gepubliceerd in 1838 door Kroyer.